# فاوستو رومیتلی

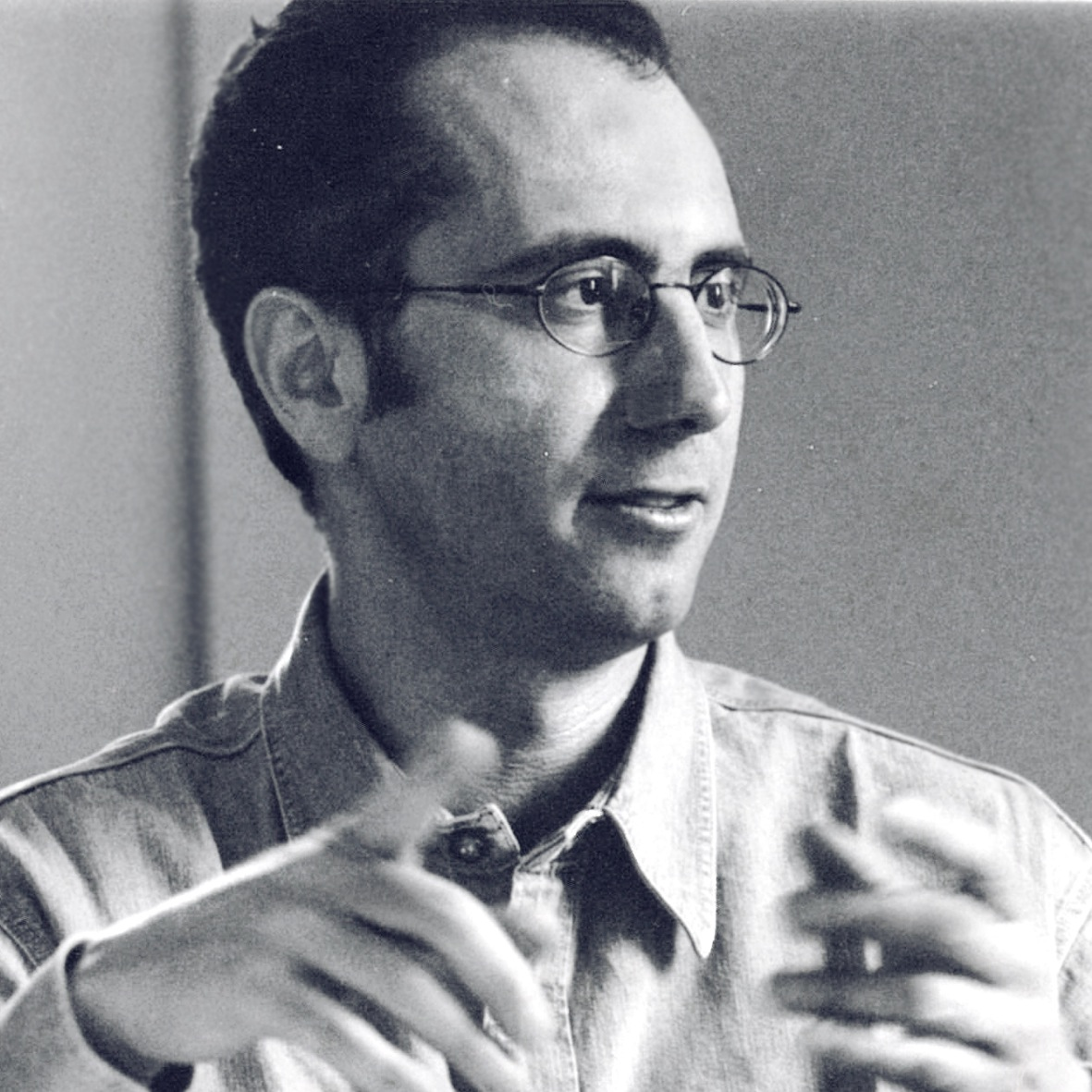
فاوستو رومیتلی (۲۰۰۰)

فاوستو رومیتلی (۱ فوریه ۱۹۶۳) - (۲۷ ژوئن ۲۰۰۴) آهنگساز ایتالیایی بود.

## زندگی و حرفه
رومیتلی در ۱ فوریه ۱۹۶۳ در گوریزیا متولد شد. وی آهنگسازی را در کنسرواتوریو جوزپه وردی در میلان فرا گرفت و متعاقباً در دوره‌های آکادمی با فرانکو دوناتونی و در پشرکت کرد. وی در سال ۱۹۹۱ به پاریس رفت و در آنجا شاگرد هوگ دوفورت و جرارد گریسی شد. وی از سال ۱۹۹۳ تا ۱۹۹۵ به عنوان عضو شورای همکاری در مؤسسه پژوهش و هماهنگی صوت‌شناسی و موسیقی فعالیت کرد.

## مرگ
وی پس از نبرد طولانی با سرطان، در سن ۴۱ سالگی در ۲۷ ژوئن ۲۰۰۴ در میلان درگذشت.